# Konsumenternas tele- och internetbyrå
Konsumenternas tele- TV- & Internetbyrå, KTIB, är en självständig och opartisk organisation som ger kostnadsfri information, vägledning och hjälp till tele- tv- och internetkonsumenter. Sedan 2009 är namnet ändrat till Telekområdgivarna AB. Telekområdgivarna ägs av branschorganisationen IT&Telekomföretagen och finansieras av de tele- och internetoperatörer som valt att stödja byrån. 
Telekområdgivarnas styrelse består av representanter från tv-, tele- och internetoperatörerna och från staten. Staten representeras av Post- och telestyrelsen och Konsumentverket. 
Organisationen har en kommunikationsansvarig och sex jurister anställda.